# Cyperus xanthostachyus
Cyperus xanthostachyus är en halvgräsart som beskrevs av Ernst Gottlieb von Steudel. Cyperus xanthostachyus ingår i släktet papyrusar, och familjen halvgräs. Inga underarter finns listade i Catalogue of Life.